# Aulus Cornelius Cossus (Konsul 428 v. Chr.)
Aulus Cornelius Cossus war ein römischer Senator im 5. Jahrhundert v. Chr.
Er war 437 v. Chr. Militärtribun und 428 v. Chr. Konsul. Berühmt wurde Cossus, weil er im Krieg gegen Veii den Etruskerkönig Lars Tolumnius in einem Zweikampf tötete. Die dabei erbeutete Rüstung brachte er als spolia opima dem Iuppiter Feretrius dar. Cornelius Cossus war nach Romulus der zweite Römer, der eine spolia opima weihte. 426 war Cossus erneut Militärtribun. Etwa von 430 bis 420 v. Chr. war er Pontifex Maximus. Ob Cossus eine historische oder mythologische Figur ist, ist unklar und schon in der Antike waren das Jahr des Ereignisses und das Amt des Cossus umstritten. Bedeutung erlangte die Geschichte vor allem in augusteischer Zeit.